# Tri-MG Airlines
Tri-MG Airlines is een Indonesische luchtvaartmaatschappij met haar thuisbasis in Jakarta. In 2007 werd de Air operator's certificate tijdelijk ingetrokken door de Indonesische overheid.

## Geschiedenis
Tri-MG Airlines werd opgericht in 2002. In 2004 werd de maatschappij een deel van de Airmark Groep. Eind 2006 werden de
geregelde lijnvluchten gestaakt.

## Vloot
De vloot van Tri-MG Airlines bestond in september 2011 uit:
- 1 Boeing B737-200C